# 古林新治
古林 新治（こばやし しんじ、1881年6月1日 - 1936年4月15日）は、日本の政治家。衆議院議員（2期）。

## 経歴
山口県出身。農業を営む。小郡町長、同町議、同農会長、吉敷郡議、山口県議、地方森林会議員、吉敷郡教育会長、山口県農会、同山林会各評議員、小郡電燈(株)社長、小郡銀行頭取、小郡町和洋裁縫女学校校長、県海外協会理事、防長米同業組合長となる。
1920年の第14回衆議院議員総選挙において山口2区から立憲政友会公認で立候補して当選する。1924年の第15回衆議院議員総選挙では政友本党公認で立候補して再選した。のち政友会に戻り、衆議院議員を2期務めた。1928年の第16回衆議院議員総選挙には立候補しなかった。1936年死去。